# Xiphozele linneanus
Xiphozele linneanus is een sluipwesp uit de familie Braconidae. De voorvleugellengte bedraagt zo'n 14 millimeter bij het vrouwtje, en 13 millimeter bij het mannetje. Het lijfje heeft een lengte van ongeveer 19 millimeter. De soort is bekend uit Vietnam.
De soort is beschreven in een special van Zoologische Mededelingen, uitgegeven door Naturalis, die op 1 januari 2008 verscheen ter ere van het 250-jarig bestaan van de zoölogische nomenclatuur. Op 1 januari 1758 verscheen namelijk de tiende editie van Systema naturae van Carl Linnaeus. De soortaanduiding verwijst ook naar Linnaeus.